# Турнир на выживание
«Турнир на выживание» (англ. The Tournament) — фильм-боевик Скотта Манна, премьера которого состоялась 19 августа 2009 года.

## Сюжет
Каждые семь лет в одном из городов проходит необычный турнир. Наёмные убийцы со всего мира приезжают туда, чтобы показать своё кровавое мастерство. Каждый раз их должно быть ровно тридцать, но победитель будет только один! Он получит звание лучшего в своем «деле» и 10 миллионов фунтов в придачу.
Но, есть и другие участники турнира — те, кто у экранов мониторов, вдали от «арены», внимательно следят за смертельными поединками. Они наблюдают не из простого любопытства — они сделали крупные ставки, каждый выбрав своего бойца. Это и есть истинные игроки…

## В ролях
| Актёр           | Роль          |
| --------------- | ------------- |
| Роберт Карлайл  | отец МакЭвой  |
| Келли Ху        | Лай Лай Чжэн  |
| Винг Рэймс      | Джошуа Харлоу |
| Себастьян Фукан | Антон Богарт  |
| Лиам Каннингем  | Пауэрс        |
| Иэн Сомерхолдер | Майлз Слэйд   |
| Скотт Эдкинс    | Юрий Петров   |
| Дж. Дж. Перри   | Монтоя        |